# Jan Notermans
Jan Martin Gerardus Notermans (* 29. Juli 1932 in Sittard; † 8. Juni 2017 in Helmond) war ein niederländischer Fußballspieler und -trainer.

## Werdegang

### Spieler
Der Mittelfeldspieler Jan Notermans spielte ab 1955 für Fortuna 54 Geleen in der Ehrendivision, der höchsten Spielklasse in den Niederlanden. Mit Geleen wurde er im Jahre 1957 niederländischer Vizemeister hinter Ajax Amsterdam und gewann nach einem 4:2-Finalsieg über Feyenoord Rotterdam den niederländischen Pokal. Nach neun Jahren in Geleen wechselte Notermans im Sommer 1964 zum Lokalrivalen Sittardia Sittard, mit dem er am Ende der Saison 1964/65 aus der Ehrendivision abstieg. Gleichzeitig beendete Notermans seine Spielerkarriere. 
Zwischen 1956 und 1960 spielte Jan Notermans 25 Mal für die niederländische Nationalmannschaft und erzielte dabei zwei Tore. Er gab sein Debüt am 14. März 1956 bei der 1:2-Niederlage der Niederländer in Düsseldorf gegen Deutschland. Vier seiner Länderspieleinsätze hatte er während der Qualifikation für die Weltmeisterschaft 1958. Seinen letzten Einsatz hatte Notermans am 29. Juni 1960 beim torlosen Unentschieden der Niederländer auf den Niederländischen Antillen.

### Trainer
Nach seiner Spielerkarriere wurde Notermans Trainer und betreute zunächst die Amateurvereine SVN Sittard und Rios. 1971 übernahm er den deutschen Regionalligisten SV Arminia Hannover, bevor er im Februar 1972 den Bundesligisten Arminia Bielefeld übernahm. Notermans wurde damit zum ersten niederländischen Trainer in der Bundesligageschichte. Die Bielefelder mussten am Saisonende wegen ihrer Verwicklung in die Bundesliga-Skandal zwangsweise absteigen. Nachdem der Start in die Saison 1972/73 misslang musste Notermans im Oktober 1972 wieder gehen. Er kehrte in sein Heimatland zurück und übernahm 1973 die Go Ahead Eagles Deventer, wo er zwei Jahre lang wirkte. In der Saison 1976/77 trainierte Notermans den Zweitligisten FC Groningen, bevor er kurzzeitig bei AZ Alkmaar wirkte. Im Sommer 1979 wurde Notermans Trainer von Helmond Sport, den er vom 15. Platz der zweiten Liga zum Aufstieg in die Ehrenvision im Jahre 1982 brachte. Ein Jahr später verließ er Helmond und übernahm Willem II Tilburg. 1985 beendete er seine Trainerkarriere.